# Рукавишников, Иван Васильевич
Иван Васильевич Рукавишников (1843—23 февраля 1901) — русский горный инженер, миллионер-золотопромышленник из рода Рукавишниковых, совладелец Ленских золотоносных приисков. Известен также как меценат, дед писателя В. В. Набокова.

## Биография
Родился в 1843 году в Казани в старообрядческой семье. Затем семья Рукавишниковых перебралась в Москву.
Его отец — Василий Никитич, занимался золотым промыслом в Пермской губернии и часто отлучался из дому, вследствие чего воспитанием занималась мать — Елена Кузьминична, придерживавшаяся патриархальных правил.
Окончил физико-математический факультет Московского университета и юридический факультет Петербургского университета; первый — со степенью кандидата физико-математических наук, а второй — со степенью кандидата юридических наук.
В 1880 году Рукавишников купил для своего старшего сына имение в селе Рождествено Царскосельского уезда Петербургской губернии (в наши дни — музей-усадьба «Рождествено»). Здесь Рукавишников в 1883 году перестроил существовавшее одноклассное народное училище, расширив его — приобретя «в стоимость училища соседнее место, учебные книги и пособия для учащихся». Он стал блюстителем заведения.
И. В. Рукавишников служил в Сенате, имел высокий чин тайного советника. По случаю пожалования ордена Св. Владимира (1880) получил дворянство. В том же году он купил в Санкт-Петербурге участок под застройку, где в 1880—1881 годах был построен доходный дом № 10 по Адмиралтейской набережной (на углу Керченского переулка).
В 1886 году, в память рано умершего сына Владимира, Иван Васильевич, желая обеспечить содержание училищного дома в селе Рождествено, представил в Министерство народного просвещения наличными 37 тысяч 500 рублей. И в этот же год Рукавишников пожертвовал дом, участок и 62 тысячи 500 рублей на устройство и содержание из процентов с этого капитала лечебнице, за что получил следующий по службе чин тайного советника.
Также на пожертвования Рукавишникова и прихожан в Рождествено строится церковь Рождества Богородицы, освященная в 1883 году. Позднее у её стен будет сооружена фамильная усыпальница Рукавишниковых.
Умер 23 февраля 1901 года в Санкт-Петербурге.

## Семья
Жена — Ольга Николаевна Рукавишникова, ур. Козлова (1845—1901), дочь Николая Илларионовича Козлова (1814—1889), врача, профессора, президента Императорской медико-хирургической академии.
- Сын — Владимир (1870—23 июля 1886)[4]
- Сын — Василий  (1872—1916) — дипломат, старший советник посольства в Риме.
- Дочь — Елена (1876—1939) в 1897 году вышла замуж за Владимира Дмитриевича Набокова (1869—1922), юриста, впоследствии известного политического деятеля[a]. В том же году Елена Ивановна купила дом в Петербурге (Большая Морская улица, 47), где в апреле 1899 года родился будущий писатель Владимир Владимирович Набоков.

Как благотворители, меценаты и общественные деятели известны также братья И. В. Рукавишникова:
- Николай Рукавишников (1845—1875), основатель Рукавишниковского приюта
- Константин Рукавишников (1848—1915), московский городской голова в 1893—1897 годах.

- Дом Рукавишникова на Большой Морской
- Василий Никитич, отец
- Рождествено, усадьба Рукавишниковых
- Училищный дом в память Ивана Васильевича и Ольги Николаевны Рукавишниковых

## Наследие
После смерти Ивана Васильевича Рукавишникова владельцем Рождествено стал его сын Василий Рукавишников, дипломат, бывший посланником в Италии. В 1916 году он умер в Италии и, будучи бездетным, всё своё состояние и недвижимость в России завещал своему любимому племяннику, сыну сестры Елены — Владимиру Владимировичу Набокову, будущему знаменитому русскому писателю.
Со временем Набоков посвятил своим деду и прадеду по линии Рукавишниковых строки в «Других берегах»: «… О разных диковинных, а иногда и страшных Рукавишниковых у матери было много воспоминаний… Я люблю сцепление времен: когда она гостила у своего деда, старика Василья Рукавишникова, в его крымском имении, Айвазовский, очень посредственный, но очень знаменитый маринист того времени, рассказывал в её присутствии, как он, юношей, видел Пушкина и его высокую жену…»

### Комментарии
1. ↑  Е.И. Рукавишникова входила в число наиболее состоятельных невест в России, что привело к продолжительной травле В.Д. Набокова в прессе как «женившегося на деньгах»[5].

### Сноски
1. ↑  Рукавишников Иван Васильевич (1843—1901) Архивировано 27 сентября 2013 года.
2. ↑  Доходный дом О. Н. Рукавишниковой. Дата обращения: 31 января 2013. Архивировано 2 июля 2019 года.
3. ↑  Николай Илларионович Козлов
4. ↑  Владимир Иванович Рукавишников р. июнь 1870 ум. 23 июнь 1886. Дата обращения: 31 марта 2017. Архивировано 31 марта 2017 года.
5. ↑  Аросев, 2021.